# Nikt nam nie zrobił nic
Nikt nam nie zrobił nic – trzeci album studyjny krakowskiego zespołu Hańba! wydany 1 września 2020 przez wydawnictwo Antena Krzyku przy wsparciu wytwórni Karoryfer Lecolds.

## Lista utworów
Opracowano na podstawie materiału źródłowego.
| Nr  | Tytuł utworu                                                                    | Długość |
| --- | ------------------------------------------------------------------------------- | ------- |
| 1.  | „Nikt nam nie zrobił nic” (sł. Ziemowit Szczerek)                               | 3:56    |
| 2.  | „Luxtorpeda” (sł. Ziemowit Szczerek)                                            | 4:03    |
| 3.  | „Nie chcieliśmy wojny” (sł. Jakub Lewicki, Mateusz Nowicki, Andrzej Zagajewski) | 3:52    |
| 4.  | „Hiperbereza” (sł. Ziemowit Szczerek)                                           | 2:54    |
| 5.  | „W tramwaju” (sł. Józef Wittlin)                                                | 2:23    |
| 6.  | „Ojcu Św. Piusowi XI-mu” (sł. Edward Szymański)                                 | 4:22    |
| 7.  | „Robotnicy COP” (sł. Ziemowit Szczerek)                                         | 4:06    |
| 8.  | „Tromtadracja, albo stosunki międzynarodowe” (sł. Ziemowit Szczerek)            | 1:42    |
| 9.  | „Tak nam dopomóż Bóg” (sł. Jakub Lewicki, Andrzej Zagajewski)                   | 4:05    |
| 10. | „Madagaskar” (sł. Ziemowit Szczerek)                                            | 4:53    |
|     |                                                                                 | 36:16   |

## Twórcy
- Ignacy Woland (naprawdę: Jakub Lewicki)
- Adam Sobolewski (naprawdę: Mateusz Nowicki)
- Andrzej Zamenhof (naprawdę: Andrzej Zagajewski)
- Tadeusz Król (naprawdę: Michał Radmacher)[3]